# Kap Gray
Das Kap Gray ist ein Kap an der ostantarktischen Georg-V.-Küste. Es liegt an der Ostseite der Einfahrt zur Commonwealth-Bucht. Das Kap ist eigentlich eine kleine Felseninsel, die über eine Eisbrücke mit dem kontinentalen Eisschild verbunden ist.
Teilnehmer der Australasiatischen Antarktisexpedition (1911–1914) unter der Leitung des australischen Polarforschers Douglas Mawson entdeckten das Kap. Mawson benannte es nach Percy Gray (1888–1944), Zweiter Offizier auf dem Forschungsschiff Aurora bei dieser Expedition.